# Bemisaleyrodes brideliae
Bemisaleyrodes brideliae là một loài côn trùng cánh nửa trong họ Aleyrodidae, phân họ Aleyrodinae.
Bemisaleyrodes brideliae được Bink-Moenen miêu tả khoa học đầu tiên năm 1983.